# Paradrymonia hirta
Paradrymonia hirta är en tvåhjärtbladig växtart som beskrevs av L.E. Skog. Paradrymonia hirta ingår i släktet Paradrymonia och familjen Gesneriaceae. Inga underarter finns listade i Catalogue of Life.